# Eduardo, Duque de Kent e Strathearn
Eduardo Augusto (Londres, 2 de novembro de 1767 – Devon, 23 de janeiro de 1820), foi um Príncipe do Reino Unido e Duque de Kent e Strathearn, o quarto filho do rei Jorge III do Reino Unido e o pai da rainha Vitória.

## Nascimento e batismo
O príncipe Eduardo nasceu em 2 de novembro de 1767. Seus pais eram o monarca britânico Jorge III e Carlota de Mecklemburgo-Strelitz. Como filho de um monarca britânico, ele recebeu o tratamento de Sua Alteza Real o príncipe Eduardo, desde o nascimento, e foi o quarto na linha de sucessão ao trono.
O príncipe Eduardo foi batizado em 30 de novembro de 1767, tendo sido os seus padrinhos o Príncipe Herdeiro de Brunswick-Lüneburg (seu tio paterno por afinidade), o Conde de Hertford, lord Chamberlain, o duque Charles de Mecklenburg-Strelitz, o Conde de Huntingdon, a Princesa Herdeira de Brunswick-Wolfenbüttel, a Duquesa de Argyll e lady de Bedchamber, Augusta da Grã-Bretanha.

## Juventude e casamento

### Casamento

#### Papel na sucessão real
Após a morte da Princesa Charlotte Augusta de Gales em novembro de 1817, a única neta legítima de Jorge III na época, a sucessão real começou a parecer incerta. O príncipe regente e seu irmão mais novo Frederico, o duque de York, apesar de casados, eram alienados de suas esposas e não tinham filhos legítimos sobreviventes. As filhas sobreviventes do rei Jorge estavam todas fora da idade reprodutiva. Os filhos não casados do rei Jorge III, o duque de Clarence (mais tarde, o Rei Guilherme IV) e Adolfo, Duque de Cambridge, todos correram para contratar matrimônios legais e fornecer um herdeiro ao trono. (O quinto filho do rei Jorge III, o duque de Cumberland (mais tarde Ernesto Agusto I de Hanôver), já era casado, mas não tinha filhos vivos naquele tempo, enquanto o casamento do sexto filho, Augusto Frederico, Duque de Sussex, era nulo porque ele havia se casado em contravenção à Lei de Casamentos Reais de 1772.)

#### Princesa Vitória de Saxe-Coburgo
O Duque de Kent ficou noivo da princesa Vitória de Saxe-Coburgo, viúva de Emich Carl, Príncipe de Leiningen, filha de Francisco, Duque de Saxe-Coburgo e de Augusta de Reuss-Ebersdorf. Ela também era irmã do príncipe Leopoldo de Saxe-Coburgo, viúvo da princesa Carlota de Gales. O casal se casou em 29 de maio de 1818, no Castelo de Ehrenburg, em Coburgo, e novamente em 11 de julho de 1818, no Palácio de Kew, Richmond Park, Surrey. Eles tiveram uma filha: 
- Vitória de Kent (24 de maio de 1819 - 22 de janeiro de 1901).

## Morte e legado

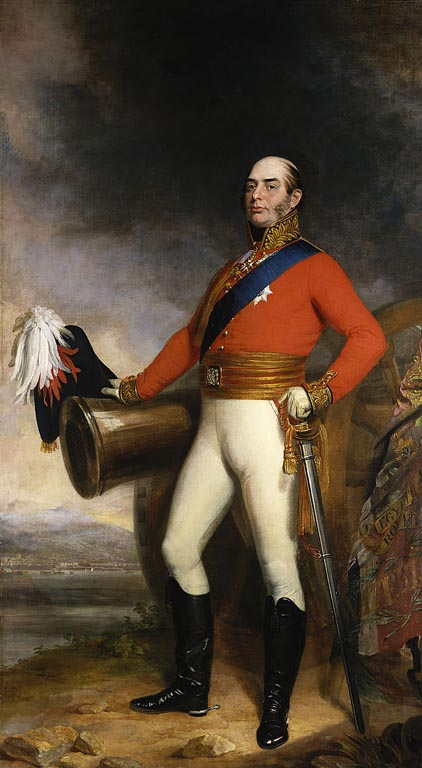
Príncipe Eduardo, Duque de Kent, Comandate-da-Chefia, North America, 1791–1802

O duque e a duquesa tentaram encontrar um lugar onde pudessem viver de uma forma mais barata, considerando as grandes dívidas do duque (que não foram pagas até a sua filha assumir o trono e pagá-las ao longo do tempo com o seu dinheiro). Depois da costa de Devon ter sido recomendada, eles resolveram arrendar uma habitação em Woodbrook Cottage Sidmouth. No entanto, eles passavam um tempo considerável em Londres.
O duque tinha muito orgulho na sua filha, levando-a a uma revista militar, para a indignação do Príncipe Regente, que exigiu saber o porquê de ela ter ido lá.
O Duque de Kent morreu em 23 de janeiro de 1820 na Casa de Woodbrook, em Sidmouth, Devon, após ter contraído uma doença, aparentemente provocada por uma longa caminhada num dia frio e molhado com calçado insuficiente para o clima. Ele foi sepultado em Windsor, tendo morrido apenas seis dias antes do seu pai, Jorge III, e menos de um ano após o nascimento da sua filha.
O Duque de Kent era precedido pelo seu pai e pelos seus três irmãos mais velhos, mas, uma vez que nenhum dos seus irmãos mais velhos tinham filhos legítimos, a sua filha, Vitória, sucedeu ao trono com a morte do rei Guilherme IV em 1837.
Sua filha Vitória reinou até 1901, e os seus netos, posteriormente, casaram com membros de quase todas as famílias reais da Europa, incluindo casas reais da Noruega, Grécia, Roménia, Espanha, Suécia, Rússia e Alemanha. A Vitória foi dado um funeral militar, como havia solicitado seu pai, como filha de um soldado.

### Legado
Há uma estátua de bronze do príncipe em Park Crescent, Londres. Esculpida por Sebastian Gahagan e instalada em janeiro de 1824, a estátua tem 2,18 m de altura e representa o duque em seu uniforme de marechal-de-campo, sobre o qual ele usa seu vestido ducal e a regalia da Ordem da Jarreteira.

## Títulos e brasão de armas

### Títulos

Brasão de armas de Eduardo, Duque de Kent e Strathearn.

Em 23 de abril de 1799, foram criados os títulos de Duque de Kent e Strathearn e Conde de Dublin para o príncipe Eduardo Augusto, no mesmo ano em que ele se tornou comandante-chefe na América do Norte. Assim:
- 2 de novembro de 1767 - 24 de abril de 1799: Sua Alteza Real, o Príncipe Eduardo
- 24 de abril de 1799 - 23 de janeiro de 1820: Sua Alteza Real, o Duque de Kent e Strathearn e Conde de Dublin

### Brasão de armas
Como filho de um soberano britânico, o Duque de Kent teve o direito de usar as armas do Reino Unido, diferenciadas por um lambel em prata de três pontas, tendo a ponta central uma cruz vermelha, e cada uma das pontas exteriores, uma flor-de-lis azul.